# Kenneth Roberts (Autor)

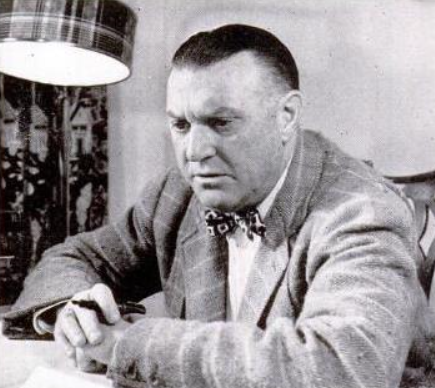
Kenneth Roberts (1940)

Kenneth Lewis Roberts (* 8. Dezember 1885 in Kennebunkport, Maine; † 21. Juli 1957 ebenda) war ein US-amerikanischer Schriftsteller und Journalist.

## Leben
Roberts wuchs in Maine auf, wo seine Familie bereits seit 1639 ansässig war. Nach dem 1908 beendeten Studium an der Cornell-Universität arbeitete er zunächst als Journalist, vor allem für die Boston Post. Während des Ersten Weltkriegs und des russischen Bürgerkriegs diente er als Leutnant im Nachrichtendienst der amerikanischen Armee und nahm 1919 am amerikanischen Sibirienfeldzug teil. Danach war er Korrespondent für die Saturday Evening Post in Europa und Washington, D.C. 
Seit Beginn der 1920er Jahre veröffentlichte Roberts Bücher, zunächst Sach- und Reisebücher. 1928 gab er seine Stellung bei der Saturday Evening Post auf, um freier Schriftsteller zu werden. Den Schwerpunkt seiner schriftstellerischen Tätigkeit bildeten historische Romane über seine Heimat im Norden Neuenglands. Seine frühen Arbeiten waren vorzüglich recherchiert, fanden aber kaum öffentliche Beachtung.  Trotzdem ist sein Werk March to Quebec; Journals of the Members of Arnold’s Expedition (erschienen 1940), das er während seiner Arbeit an Arundel zusammenstellte und kommentierte, eine ausgezeichnete Geschichtsquelle für dieses Ereignis. 
1934 verlieh ihm das Dartmouth College die Ehrendoktorwürde. 1935 wurde er in die American Academy of Arts and Letters gewählt. Den Durchbruch erreichte er 1937 mit seinem Roman Northwest Passage, der ein Bestseller wurde. Basierend auf diesem Werk wurde der Film Nordwest-Passage gedreht. Im Jahr darauf verliehen ihm sowohl das Middlebury College als auch das Bowdoin College Ehrendiplome.
In den letzten beiden Jahrzehnten seines Lebens beschäftigte sich Roberts neben seinen Romanen vor allem mit dem Wünschelrutengehen, dessen Wirksamkeit beim Aufspüren von Wasseradern er für erwiesen hielt. 1957 wurde er mit einem speziellen Pulitzer-Preis für seine Popularisierung der frühen amerikanischen Geschichte geehrt. Sein Nachlass wird im Dartmouth College aufbewahrt.

## Leistungen
Roberts historische Romane fußen auf seiner Verbundenheit mit seiner neuenglischen Heimat und ihrer Landschaft, bleiben diesem Rahmen aber nicht verhaftet. So ist zum Beispiel in seinem Hauptwerk Nordwest-Passage der Ich-Erzähler, Langdon Towne, um 1760 ein junger Künstler aus Portsmouth (New Hampshire), und sein (und seiner Begleiter) Überlebenskampf spielt in den damals undurchdringlichen Wäldern von Vermont. Doch der Roman entwirft auch ein lebendiges Bild vom Leben der Indianer und der Soldaten an den Grenzen des damals (den Weißen) bekannten Teils von Nordamerika bis zum Unterlauf des Missouri, wie auch vom Glanz und Elend der Stadt London in dieser Zeit.

## Werke
- Arundel. 1930.
Dt.: Arundel, Bd. 1: Oberst Arnolds geheimer Feldzug gegen Quebeck. 1936.
- The Lively Lady. 1931.
Dt.: Die grüne Lady. 1938. Neuausgabe unter dem Titel: Die muntere Lady. 1952.
- Rabble in Arms. 1933. (Fortsetzung von Arundel)
Dt.: Arundel, Bd. 2: Volk in Waffen. 1936.
- Captain Caution. 1934.
Dt.: Kapitän Marvin. 1950.
- Northwest Passage. 1937.
Dt.: Nordwest-Passage. 1938.
- Oliver Wiswell. 1940.
Dt. 1941.
- Lydia Bailey. 1947.
Dt. 1948; Neuausgabe unter dem Titel: Schwarze Trommeln auf Haiti. 1958.
- I Wanted to Write. Doubleday, Garden City 1949.
- Boon Island. 1956.
Dt.: Die Gnadeninsel. 1960.

## Verfilmungen
- 1940: Nordwest-Passage (North West Passage)
- 1940: Überfall auf die Olive Branch (Captain caution)
- 1952: Schwarze Trommeln (Lydia Bailey)
- 1958: Die Falle am Snake River (Fury River)
- 1958: Draufgänger nach vorn (Frontier Rangers) nach dem Roman North-West-Passage
- 1959: Feind im Rücken (Mission of Danger)